# Мурашкин, Алексей Венедиктович
Алексе́й Венеди́ктович Мура́шкин (1905, Ташкент — июль 1923, Ташкентская область) — один из пяти курсантов-ленинцев, совершивших подвиг в окрестностях города Ангрена в июле 1923 года во время боев с отрядами басмачей.

## Биография

### Семья
Алексей Венедиктович Мурашкин родился в 1905 году в Ташкенте в семье Венедикта Ивановича и Екатерины Логиновны Мурашкиных. Алексей был младшим из девяти детей, родившихся в этой семье. До взрослого возраста дожили дети Михаил, Надежда, Павел (первая «тройка»), Евгений, Елена и Алексей (третья «тройка») Мурашкины.

Отец Алексея Мурашкина, казак Сибирского казачьего войска Венедикт Иванович Мурашкин во время прохождения службы в 90-х годах XIX века

Его отец, Венедикт Иванович Мурашкин, родился в конце 60-х годов XIX века в Ташкенте, где рос в семье казака Сибирского казачьего войска, Семиреченской линии, призывался на службу в Усть-Каменногорск, а в промежутках между прохождением службы и после демобилизации работал бухгалтером в Ташкенте. Последние годы жизни Венедикт Иванович работал в старогородской части Ташкента, где и умер в 1917 году.

Мать Алексея Мурашкина, Екатерина Логиновна Мурашкина

Мать Алексея Мурашкина — Екатерина Логиновна Мурашкина (девичья фамилия не сохранилась) родилась в конце 60-х годов XIX века в Ташкенте и с раннего детства воспитывалась в приюте для детей солдат, находившемся в Ташкенте в начале улицы Пушкинской. Последние годы Екатерина Логиновна провела в семье дочери Елены и умерла в Пскенте 14 августа 1939 года.

### Образование
Детство Алексея Мурашкина прошло в Ташкенте, на улицах Шахрисябской и Широкой, в центральной части нового русского города, именуемой «Кашгарка». Почти сразу после его рождения родители разъехались (официальный развод не поощрялся церковью, люди просто разъезжались в разные квартиры) и мальчик жил на попечении матери, сестер Надежды (1889 г.р.) и Елены (1901 г.р.).
Отец старался помогать в воспитании младших детей Елены и Алексея, однако основная тяжесть содержания семьи легла на плечи сестры Надежды Венедиктовны, которая, уйдя из 7-го класса 1-й женской ташкентской гимназии, пошла работать на открывшийся в Ташкенте телеграф, в то время это была очень хорошо оплачиваемая и престижная работа.

Сестры Алексея Мурашкина, Елена и Надежда в 1918 году

Мурашкин учился в реальном училище, увлекался изучением иностранных языков, поэзией, сам писал стихи.
Мурашкину, выходцу из военной казачьей семьи, не довелось поучаствовать в казачьих сборах, его возраст совершеннолетия пришелся на эпоху больших революционных перемен. Но, по-видимому, военная выучка, традиции семьи повлияли на его выбор в дальнейшем.
После революции Мурашкин поступил в Ташкентскую им. Ленина объединённую школу комсостава (именуемую в обиходе Ленинское военное училище).
В объединённой школе комсостава молодые бойцы проходили ускоренный курс обучения.

автограф Алексея Мурашкина

## Подвиг курсантов
События последних дней жизни Мурашкина разворачивались невдалеке от города Ангрен. Летом 1923 года курсанты Ленинского училища были отправлены в горы недалеко от Ташкента для борьбы с басмачами.
Алексей Мурашкин, в составе группы из трех курсантов-пулеметчиков, остался прикрывать отход своего эскадрона от превосходящих сил противника и, выполнив задачу, погиб, прикрывая отход своего отряда.
14 ноября в 1964 году в городе Ангрене по инициативе командования и политотдела училища имени В. И. Ленина, а также местных органов власти героям-курсантам Ленинского училища Сергею Белову, Владимиру Гладкову, Алексею Мурашкину, Ивану Проскурину и Михаилу Панфилову был открыт памятник-стела в городском парке. В здании Ленинского училища была открыта мемориальная доска в память о подвиге курсантов-ленинцев.